# Мериланд Хајтс (Мисури)
Мериланд Хајтс (енгл. Maryland Heights) град је у америчкој савезној држави Мисури.

## Демографија
По попису из 2010. године број становника је 27.472, што је 1.716 (6,7%) становника више него 2000. године.
| Група             | 2000.          | 2010.          |
| Белци             | 21.593 (83,8%) | 19.613 (71,4%) |
| Афроамериканци    | 1.436 (5,6%)   | 3.262 (11,9%)  |
| Азијати           | 1.832 (7,1%)   | 2.696 (9,8%)   |
| Хиспаноамериканци | 599 (2,3%)     | 1.233 (4,5%)   |
| Укупно            | 25.756         | 27.472         |